# Keizersgracht
O Keizersgracht (ˈkɛizərsˌxrɑxt; "Canal do Imperador") é um canal em Amsterdã, na Holanda. É o segundo dos três principais canais de Amsterdã que juntos formam o Grachtengordel, ou cinturão de canais, e fica entre o Herengracht interno e o Prinsengracht externo.
A primeira parte do Keizersgracht, entre Brouwersgracht e (aproximadamente) a atual Leidsegracht, foi escavada no verão de 1615 por iniciativa do prefeito Frans Hendricksz. Oetgens, o carpinteiro Hendrick Jacobsz Staets e o agrimensor Lucas Jansz Sinck. O Keizersgracht recebeu o nome de Maximiliano I, Sacro Imperador Romano. É o canal mais largo do centro de Amsterdã, ou seja, cem pés de Amsterdã, ou seja 28.31m. O Keizersgracht é o segundo dos três canais principais a ser escavado; o Prinsengracht foi escavado em 1614.